# The Forever Purge
The Forever Purge és una pel·lícula de terror d'acció distòpica nord-americana del 2021 dirigida per Everardo Valerio Gout i escrita pel creador de la sèrie James DeMonaco, que també va produir juntament amb Jason Blum i Michael Bay. Originalment pensada com a última entrega, serveix com a cinquena pel·lícula de la franquícia Purge i una seqüela directa de The Purge: Election Year del 2016. La pel·lícula és protagonitzada per Ana de la Reguera, Tenoch Huerta, Josh Lucas, Cassidy Freeman, Leven Rambin, Alejandro Edda i Will Patton, i segueix un grup de persones que intenten fugir dels Estats Units després que un moviment insurreccional continuï cometent crims i assassinats a tot el país després del final de la Purga.
Endarrerit des d'una data original de juliol de 2020 a causa de la pandèmia de la COVID-19, The Forever Purge es va estrenar a les sales el 2 de juliol de 2021 per Universal Pictures. El film va recaptar 77 milions de dòlars a tot el món enfront del seu pressupost de 18 milions de dòlars i va rebre crítiques diverses, amb elogis per les seves actuacions i seqüències d'acció però crítiques per la seva escriptura. Ha estat subtitulada al català.

## Repartiment
- Ana de la Reguera com a Adela
- Tenoch Huerta com a Juan
- Josh Lucas com a Dylan Tucker
- Leven Rambin com a Harper Tucker
- Cassidy Freeman com a Cassie Tucker
- Alejandro Edda com a T.T.
- Will Patton com a Caleb Tucker
- Will Brittain com a Kirk
- Sammi Rotibi com a Darius Bryant
- Zahn McClarnon com a Chiago Harjo
- Veronica Falcón com a Lydia
- Jeffrey Doornbos com a Elijah/Alpha

## Producció
L'octubre del 2018, James DeMonaco, creador de la franquícia The Purge, va dir que podria fer el guió per a una altra pel·lícula i que va pensar que podria ser un «final realment genial» per a la franquícia.
Al maig de 2019, Universal Pictures va anunciar el desenvolupament de la pel·lícula sense títol. DeMonaco seria l'encarregat de fer el guió, així com la producció de la pel·lícula amb Sébastien K. Lemercier a través de la seva empresa Man in a Tree Productions. Jason Blum també produiria a través de Blumhouse Productions, i Michael Bay, Brad Fuller i Andrew Form serien els encarregats de la producció a través de Platinum Dunes. La pel·lícula és la cinquena i última entrega de tota la franquícia, i és una seqüela directa de The Purge: Election Year. A l'agost de 2019, es va anunciar que la pel·lícula seria dirigida per Everardo Gout, qui va ser contractat amb base en el seu treball com a director de diversos episodis de la sèrie Mars del National Geographic.

## Estrena
A l'abril de 2020, es va donar a conèixer el títol de la pel·lícula com The Forever Purge. La pel·lícula estava programada originalment per estrenar-se en cinemes als Estats Units sota la distribució d'Universal Pictures el 10 de juliol de 2020. El 15 de maig de 2020, la seva estrena es va endarrerir indefinidament per la pandèmia de la COVID-19. El 8 de juliol de 2020, es va informar que la pel·lícula havia estat reprogramada per estrenar-se el 9 de juliol de 2021. El 9 d'abril de 2021, es va informar que l'estrena als Estats Units de la pel·lícula es va avançar una setmana, el 2 de juliol.

## Web oficial
- Web oficial (anglès)